# 제럴드 더렐
제럴드 맬컴 더렐(독일어: Gerald Malcolm Durrell, 1925년 1월 7일 ~ 1995년 1월 30일)는 영국의 자연주의자, 작가, 동물원 관리인, 환경 보호론자, 텔레비전 진행자였다. 그는 영국령 인도의 잠셰드푸르에서 태어났고, 1928년 아버지가 사망하자 영국으로 이주했다. 1935년 가족은 코르푸로 이주하여 4년 동안 그곳에 머물렀다가 제2차 세계 대전이 발발하여 영국으로 돌아가야 했다. 1946년 그는 아버지의 유언장에서 상속 재산을 받았고, 이를 사용하여 영국령 카메룬과 영국령 기아나로의 동물 수집 여행 자금을 마련했다. 그는 1951년 재키 라센과 결혼했다. 그들은 돈이 거의 없었고, 그녀는 그에게 카메룬으로의 첫 여행에 대한 이야기를 쓰도록 설득했다.The Overloaded Ark라는 제목의 결과물은 잘 팔렸고 그는 다른 여행에 대한 이야기를 쓰기 시작했다. 1953년 아르헨티나와 파라과이로의 탐험이 이어졌고, 3년 후 그는 코르푸에서 보낸 시간을 기록한 My Family and Other Animals를 출판했다. 이 책은 베스트셀러가 되었다.
1950년대 후반에 그는 자신의 동물원을 세우기로 결심했다. 그는 세 번째로 카메룬을 방문했고, 돌아온 후 본머스와 풀 시의회에 지역 동물원을 시작하도록 설득하려고 시도했다. 이러한 계획은 무산되었지만 그는 마침내 저지 섬에서 적합한 부지를 찾아 1959년 후반에 그 부지를 임대했다. 그는 저지 동물원을 대중을 위한 전시장이 아닌 동물 연구 및 사육 번식을 위한 기관으로 생각했다. 1963년에 동물원의 관리권은 저지 야생 동물 보호 신탁에 넘겨졌다. 동물원은 그 후 몇 년 동안 반복적으로 파산 직전까지 갔고, 더렐은 자신의 글과 모금 호소를 통해 돈을 모았다. 동물원 부지는 임대되었고, 동물원의 미래를 보장하기 위해 더렐은 1970년에 부지 매입을 위한 기금을 요청하는 성공적인 호소를 시작했다.  그는 자신의 추가 탐험과 동물원, 그리고 코르푸와 전쟁 이후의 자신의 경험에 대해 글을 썼다.
더렐은 알코올 중독자였고 음주로 인한 문제가 반복되었다. 1976년에 그는 아내와 헤어졌고, 1979년에 이혼한 후 더렐은 미국의 동물학자인 리 맥조지와 재혼했다. 그와 리는 1980년대에 여러 텔레비전 다큐멘터리를 만들었는데, 여기에는 러시아의 더렐과 움직이는 방주가 포함된다. 그들은 주변 세계의 자연사에 대해 더 알고 싶어하는 아마추어를 대상으로 한 The Amateur Naturalist를 공동 집필했지만, 세계의 주요 생태계에 대한 섹션도 포함되어 있었다. 이 책은 그의 가장 성공적인 책이 되었고 백만 부 이상 팔렸다. 이 책을 바탕으로 텔레비전 시리즈가 제작되었다.
더렐은 1982년에 OBE가 되었다. 그는 1984년에 포로 번식에 대한 보존주의자를 교육하기 위해 더렐 보존 아카데미를 설립했다.  이 기관은 매우 영향력이 있었다. 수천 명의 졸업생 중에는 한때 더렐의 연구에 반대했던 조직인 런던 동물원의 이사가 포함되었다. 그는 1994년에 간암과 간경변 진단을 받고 간 이식을 받았지만 이듬해 1월에 사망했다. 그는 화장되었고 그의 유해는 저지 동물원에 묻혔다.